# Béning-lès-Saint-Avold
Béning-lès-Saint-Avold – miejscowość i gmina we Francji, w regionie Grand Est, w departamencie Mozela.
Według danych na rok 1990 gminę zamieszkiwało 1256 osób, a gęstość zaludnienia wynosiła 340 osób/km² (wśród 2335 gmin Lotaryngii Béning-lès-Saint-Avold plasuje się na 311. miejscu pod względem liczby ludności, natomiast pod względem powierzchni na miejscu 1121.).